# 郭干乡
郭干乡，是中华人民共和国甘肃省临夏回族自治州积石山保安族东乡族撒拉族自治县下辖的一个乡镇级行政单位。

## 行政区划
郭干乡下辖以下地区：
徐家村、郭干村、酸李树村、王家村、大杨家村、海家村和满陈家村。